# 7211 Xerxes
7211 Xerxes eller 1240 T-1 är en asteroid i huvudbältet som upptäcktes den 25 mars 1971 av den nederländsk-amerikanske astronomen Tom Gehrels och det nederländska astronomparet Ingrid van Houten-Groeneveld och Cornelis Johannes van Houten vid Palomarobservatoriet. Den är uppkallad efter den persiske kungen Xerxes I.
Asteroiden har en diameter på ungefär 6 kilometer och den tillhör asteroidgruppen Gefion.